# Бразильско-танзанийские отношения
Бразильско-танзанийские отношения — двусторонние дипломатические отношения между Бразилией и Танзанией. Государства являются членами «Группы 77» и Организации Объединённых Наций.

## История
Бразилия и Танзания установили дипломатические отношения в 1970 году. В 1979 году Бразилия открыла посольство в Дар-эс-Саламе; однако оно было закрыто в 1991 году из-за бюджетных ограничений. В марте 2005 года посольство Бразилии в Дар-эс-Саламе вновь было открыто. В 2007 году Танзания открыла постоянное посольство в Бразилиа.
В июле 2010 года президент Луис Инасиу Лула да Силва стал первым главой бразильского государства, посетившим Танзанию, что стало исторической вехой в отношениях между двумя странами. В ходе визита были углублены двусторонние отношения в таких областях, как биотопливо, сельское хозяйство, инвестиции в инфраструктуру, горнодобывающая промышленность и торговля.
После визита президента Бразилии министр иностранных дел Танзании Бернар Мембе посетил Бразилию в сентябре 2010 года. В 2011 году премьер-министр Танзании Мизенго Пинда совершил официальный визит в Бразилию. В 2012 году президент Танзании Джакайя Киквете также посетил Бразилию.
Сотрудничество Бразилии с Танзанией включает инициативы в нескольких областях. Были разработаны инициативы в сферах сельского хозяйства, здравоохранения, энергетики, спорта и защиты детей. В настоящее время реализуются трехсторонние программы в области продовольственной безопасности (школьное питание) и содействия достойному труду в хлопковом секторе, а также двусторонние программы по укреплению хлопкового и рыболовного секторов Танзании.

## Государственные визиты
Визиты Президентов Бразилии в Танзанию
- Президент Луис Инасиу Лула да Силва (2010 г.)

Визиты Президентов и Премьер-министров Танзании в Бразилию
- Премьер-министр Мизенго Пинда (2011 г.)
- Президент Джакайя Киквете (2012 г.)

## Дипломатические представительства
- У Бразилии есть посольство в Дар-эс-Саламе.[3]
- Танзания имеет посольство в Бразилиа.[4]